# 利贝塔斯·舒尔茨-博伊森

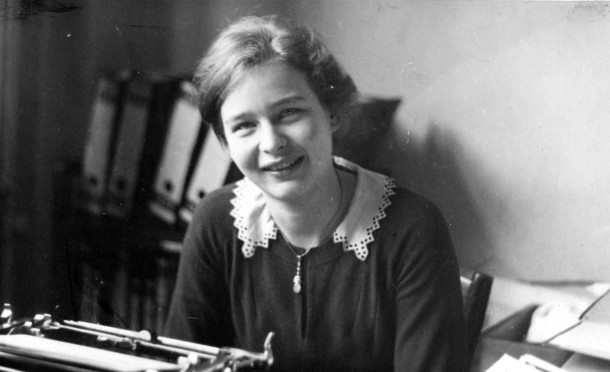
利贝塔斯·舒尔茨-博伊森

利贝塔斯·“利布斯”·舒尔茨-博伊森（Libertas "Libs" Schulze-Boysen，1913年11月20日—1942年12月22日）本名利贝塔斯·维多利亚·哈斯-海耶（Libertas Viktoria Haas-Heye），是一位德国普鲁士贵族，后来参与了反纳粹抵抗运动。1930年代初至1940年间，利贝塔斯曾想投身文学，先当过新闻官，后来又当过作家、记者。她最早对纳粹是持同情态度的，在结识德国空军军官哈罗·舒尔茨-博伊森后，她改变了想法。身为贵族的利贝塔斯在德国社会各阶层中都有人脉，认识形形色色的人。1935年起，她利用自己的人脉，开始拉攏思想左倾的德国人，並且在自己和丈夫的住所定期聚会。通过讨论，一群人越來越討厭纳粹政权，並打算反抗，至1936年，她和哈罗已经开始积极抵抗纳粹。1940年代初，利贝塔斯在德国纪录片学会担任审查员，开始通过“特殊处理”（Sonderbehandlung）部队（即负责进行大规模屠杀的部队）的士兵们转交给纪录片学会的关于战争罪行的照片来记录纳粹犯下的暴行。
至1940年，舒尔茨-博伊森夫妇开始接触其他活动于柏林的反法西斯抵抗组织，与他们展开合作。这些组织中最重要的一个的领导是阿维德·哈纳克。自1941年4月起，他们的地下抵抗组织（红色交响乐队）变成了谍报网络，将纳粹的军事和经济情报交给苏联方面。利贝塔斯完全知晓丈夫正在进行的谍报活动，而且自己也參與其中。除了搜集情報外，她還编写过煽动性的小册子，还为组织征召过新人。哈罗不在时，她还会担任组织的代理领导人。当丈夫于1942年8月被盖世太保逮捕时，她曾勇敢地试图销毁证据，警示其他成员，但无济于事。利贝塔斯在丈夫被捕的一个月后——即1942年9月——也被逮捕，二人最终在普勒岑湖监狱于同一天被处决。